# ماتئو پلاتی
ماتئو پلاتی (انگلیسی: Matteo Pelatti؛ زادهٔ ۱۷ مارس ۱۹۷۸) بازیکن فوتبال اهل ایتالیا است.
از باشگاه‌هایی که در آن بازی کرده‌است می‌توان به باشگاه فوتبال اسپتزیا، باشگاه فوتبال آ.ث. میلان، باشگاه فوتبال آلساندریا، باشگاه فوتبال مونتسا، باشگاه فوتبال رجانا، باشگاه فوتبال ساسولو، و باشگاه فوتبال کومو اشاره کرد.